# TIMB 1
TIMB 1 — первый мультиплекс наземного цифрового телерадиовещания Италии, созданный обществом Telecom Italia Media Broadcasting — частью медиагруппы Telecom Italia Media. Работает на 47-й частоте UHF (поддиапазон V) на всей территории Италии, за исключением Сардинии, где вещает на 56-й частоте UHF (поддиапазон V). В зону покрытия входит 95% всей территории Италии: в диапазоне данного мультиплекса работают 807 передатчиков.

## Услуги

### Телеканалы
| Номер | Канал               | Примечание |
| ----- | ------------------- | ---------- |
| 31    | Discovery Real Time | FTA        |
| 33    | Agon Channel        | FTA        |
| 36    | RTL 102.5 TV        | FTA        |
| 37    | HSE 24              | FTA        |
| 38    | Giallo              | FTA        |
| 52    | DMAX                | FTA        |
| 234   | Entertainment Fact  | FTA        |

### Радиостанции
| Номер | Канал     | Примечание |
| ----- | --------- | ---------- |
| 736   | RTL 102.5 | FTA        |

### Службыvideo on demand
| Номер | Канал      | Примечание           |
| ----- | ---------- | -------------------- |
| 999   | Cubovision | Sperimentazione OTTV |

### Прочие службы
| Номер | Канал | Примечание |
| ----- | ----- | ---------- |
| -     | ROVI  | FTA        |